# Liste des édifices labellisés « Maisons des Illustres » en Bourgogne-Franche-Comté
Cet article recense les édifices possédant le label « Maisons des Illustres » en Bourgogne-Franche-Comté, en France. 
Au début 2025, la région compte 19 édifices ainsi labellisés.

## Liste
| Édifice                                  | Personnalité                               | Département    | Commune                  | Référence | Protection        | Coordonnées                 | Photo |
| ---------------------------------------- | ------------------------------------------ | -------------- | ------------------------ | --------- | ----------------- | --------------------------- | ----- |
| Château de Bussy-Rabutin                 | Roger de Bussy-Rabutin                     | Côte-d'Or      | Bussy-le-Grand           | MI028     | Classé MH (1862)  | 47° 33′ 41″ N, 4° 31′ 25″ E |       |
| Château de Montbard                      | Georges-Louis Leclerc de Buffon            | Côte-d'Or      | Montbard                 | MI027     | Classé MH (1862)  | 47° 37′ 32″ N, 4° 20′ 12″ E |       |
| Maison Jacques-Copeau                    | Jacques Copeau                             | Côte-d'Or      | Pernand-Vergelesses      | MI198     |                   | 47° 04′ 45″ N, 4° 51′ 05″ E |       |
| Maison natale de Victor Hugo             | Victor Hugo                                | Doubs          | Besançon                 | MI176     | Inscrit MH (1942) | 47° 14′ 05″ N, 6° 01′ 45″ E |       |
| Musée Courbet                            | Gustave Courbet                            | Doubs          | Ornans                   | MI054     | Inscrit MH (1982) | 47° 06′ 18″ N, 6° 08′ 52″ E |       |
| Maison de Louis Pasteur                  | Louis Pasteur                              | Jura           | Arbois                   | MI057     | Classé MH (1937)  | 46° 54′ 24″ N, 5° 46′ 10″ E |       |
| Maison de Louis Pasteur                  | Louis Pasteur                              | Jura           | Dole                     | MI056     | Classé MH (1923)  | 47° 05′ 31″ N, 5° 29′ 44″ E |       |
| Musée Rouget-de-Lisle                    | Claude Joseph Rouget de Lisle              | Jura           | Lons-le-Saunier          | MI055     | Inscrit MH (1926) | 46° 40′ 31″ N, 5° 33′ 13″ E |       |
| Château de Bazoches                      | Sébastien Le Prestre de Vauban             | Nièvre         | Bazoches                 | MI029     | Classé MH (1994)  | 47° 22′ 51″ N, 3° 47′ 42″ E |       |
| Musée d'Art et d'Histoire Romain Rolland | Romain Rolland                             | Nièvre         | Clamecy                  | MI030     | Inscrit MH (1934) | 47° 27′ 39″ N, 3° 31′ 15″ E |       |
| Château de Bissy-sur-Fley                | Pontus de Tyard                            | Saône-et-Loire | Bissy-sur-Fley           | MI203     | Inscrit MH (1932) | 46° 39′ 48″ N, 4° 37′ 19″ E |       |
| Château de Germolles                     | Philippe le Hardi et Marguerite de Flandre | Saône-et-Loire | Mellecey                 | MI171     | Classé MH (1989)  | 46° 48′ 21″ N, 4° 45′ 05″ E |       |
| Maison de Nicéphore Niépce               | Nicéphore Niépce                           | Saône-et-Loire | Saint-Loup-de-Varennes   | MI026     |                   | 46° 43′ 38″ N, 4° 51′ 28″ E |       |
| Château de Saint-Point                   | Alphonse de Lamartine                      | Saône-et-Loire | Saint-Point              | MI031     | Classé MH (1972)  | 46° 20′ 37″ N, 4° 36′ 55″ E |       |
| Maison natale de Colette                 | Colette                                    | Yonne          | Saint-Sauveur-en-Puisaye | MI024     | Inscrit MH (2011) | 47° 37′ 00″ N, 3° 11′ 53″ E |       |
| Maison Jules-Roy                         | Jules Roy                                  | Yonne          | Vézelay                  | MI025     |                   | 47° 27′ 57″ N, 3° 44′ 50″ E |       |
| Musée Zervos - Maison Romain-Rolland     | Romain Rolland                             | Yonne          | Vézelay                  | MI172     |                   | 47° 27′ 50″ N, 3° 44′ 36″ E |       |
| Maison Zervos                            | Christian et Yvonne Zervos                 | Yonne          | Vézelay                  | MI173     | Inscrit MH (2021) | 47° 28′ 00″ N, 3° 44′ 02″ E |       |
| Maison Joseph Joubert                    | Joseph Joubert                             | Yonne          | Villeneuve-sur-Yonne     |           | Inscrit MH (1990) | 47° 16′ 48″ N, 3° 26′ 25″ E |       |